# Фисенко, Софья Юрьевна
Со́фья Ю́рьевна Фисе́нко (род. 13 июня 2002, Новомосковск, Россия) — российская певица. Представительница России на Детском Евровидении — 2016, участница первого сезона телевизионного шоу «Голос. Дети».

## Биография
Родилась в 2002 году в городе Новомосковске. С ранних лет девочка увлекалась вокалом. Музыкальная карьера юной исполнительницы началась в 2011 году на Международном фестивале детского и юношеского творчества «Зажги свою звезду», на котором она стала лауреатом II премии в номинации «Эстрадный вокал». В 2013 году певица участвовала в национальном отборе «Детского Евровидения—2013». В 2014 году приняла участие в проекте «Голос. Дети», а также участвовала в записи песни для фильма «Ёлки 1914». В 2016 году участвовала в «Детском Евровидении — 2016».

## «Голос. Дети»
В 2013 году был открыт кастинг на первый сезон телепроекта «Голос. Дети» Первого Канала, в котором Софья приняла участие, попав в команду к Максиму Фадееву. На этапе «Поединков» Софья выбыла из проекта.

## «Один в один»
В 2014 году Софья приняла участие в передаче «Один в один!», где, вместе с Теоной Дольниковой, исполняла песню народной артистки России Людмилы Зыкиной «Грибы». «У Вас удивительная улыбка, очень хорошая. Вы застенчивая, трогательная девочка» — сказал про Софью Юрий Стоянов.

## Детское Евровидение
Софья дважды принимала участие в финале национального отбора «Детского Евровидения». Первый раз это было в 2013 году. Тогда на отборе, проходившем в Национальном Кремлёвском дворце, Софья выступала с песней «Лучшие друзья», набрала 9,20 баллов и заняла 3-е место.

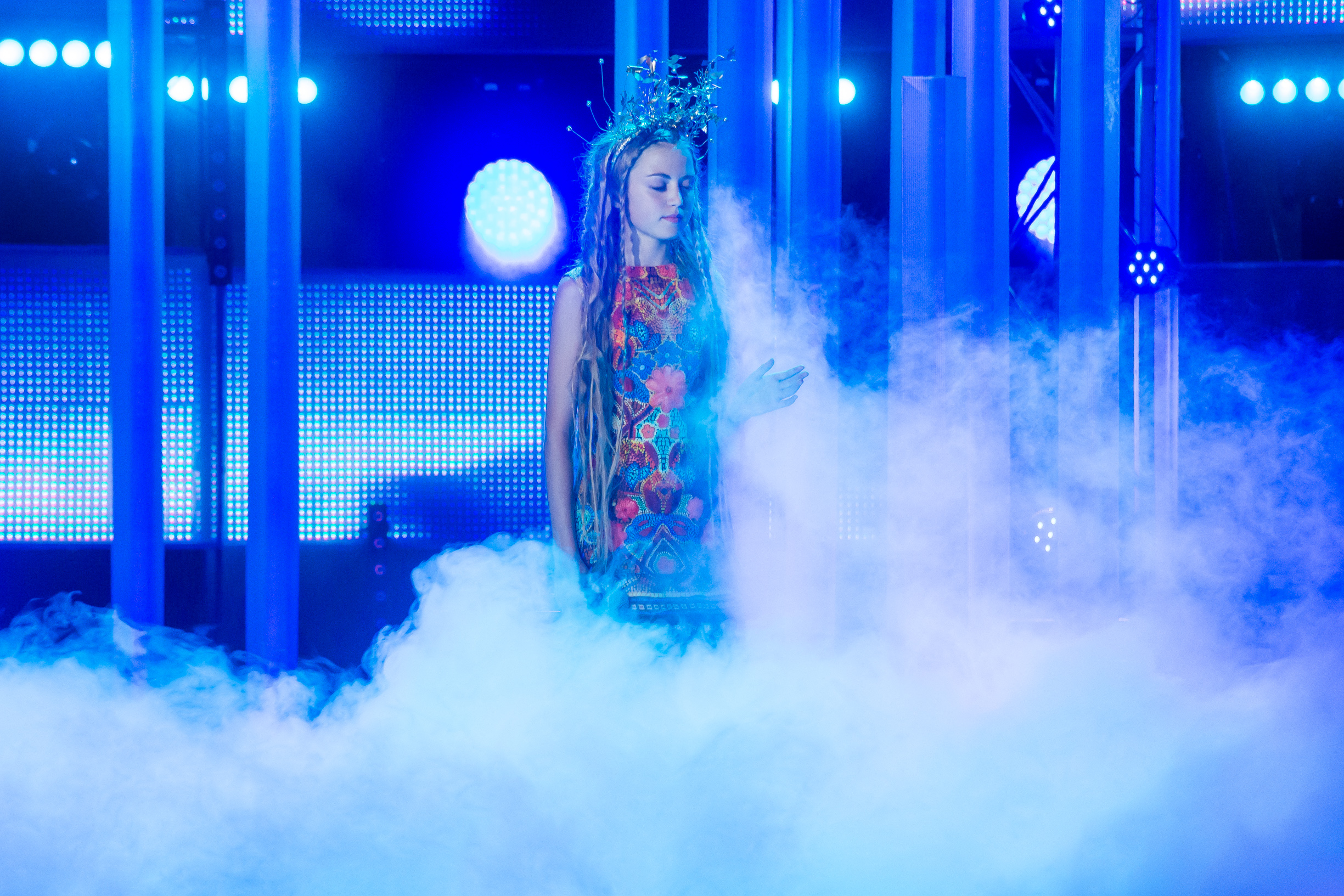
Выступление на национальном отборе в Артеке

Вторая попытка была предпринята в 2016 году. Больше шансов выступить в «Детском Евровидении» нет из-за возрастных ограничений. Песня, с которой выступала певица, называется «Живая вода» (автор — Рита Дакота). В полуфинале, проходившем в «Академии популярной музыки Игоря Крутого», из 50 участников остались 16 прошедших в финал, и Софья — в их числе. Тогда же было открыто зрительское голосование на официальном сайте. По его итогам, Соня заняла первое место и заработала 18 баллов. А на самом финале, проходившем 15 августа в Артеке, юная певица вновь заняла первое место по итогам уже голосования жюри и представила Россию на «Детском Евровидении». Финал прошёл 20 ноября на Мальте, в столице Валлетте.
20 ноября Софья вместе с проектом «Живая Вода» выступила на Мальте. По сумме голосов национального, экспертного и детского жюри Софья заняла 4 место. Выиграла конкурс представительница Грузии.